# Aldo Colombo
Pour les articles homonymes, voir Colombo (homonymie).
Aldo Colombo (né en Italie à une date inconnue et mort à une date inconnue) est un joueur de football italien, qui évoluait en tant que milieu de terrain.

## Biographie
Durant sa carrière, Aldo Colombo n'a joué que dans un seul club, pour les piémontais de la Juventus. 
Il joue son premier match pour les bianconeri le 10 janvier 1909 contre le Torino FC lors du Derby della Mole, partie perdue sur le score de 1 but à 0, et son dernier match contre le Piemonte Football Club le 19 novembre 1911, avec une victoire bianconera 4-1. En tout lors de ses quatre saisons au club de la Juve, il joua 13 matchs pour aucun but.
Le restant de sa vie n'est pas connu.

## Statistiques
| Saison         | Club           | Championnat     | Championnat | Championnat |
| Saison         | Club           | Compétition     | Matchs      | Buts        |
| -------------- | -------------- | --------------- | ----------- | ----------- |
| 1908           | Juventus       | Prima categoria | 3           | 0           |
| 1909           | Juventus       | Prima categoria | 4           | 0           |
| 1909-1910      | Juventus       | Prima categoria | 6           | 0           |
| 1910-1911      | Juventus       | Prima categoria | 5           | 0           |
| 1911-1912      | Juventus       | Prima categoria | 1           | 0           |
| Total Juventus | Total Juventus |                 | 19          | 0           |
| Total carrière | Total carrière |                 | 13          | 0           |